# Camping World 400
Das Camping World 400 war ein Motorsport-Rennen im NASCAR Sprint Cup und fand auf dem Chicagoland Speedway in Joliet, Illinois statt.
Das Rennen wurde erstmals im Jahre 2001 als Tropicana 400 ausgetragen. In den ersten sechs Jahren konnten es fünf verschiedene Fahrer gewinnen, Kevin Harvick war der einzige Fahrer, der in zwei aufeinanderfolgenden Saisons das Rennen gewinnen konnte. Von 2008 bis 2010 wurde das Rennen als Nachtrennen unter Flutlicht ausgetragen. Seit 2011 ist das Rennen jeweils das erste Rennen im Chase for the Sprint Cup.

## Sieger

### Teenage Mutant Ninja Turtles 400
- 2017: Martin Truex junior
- 2016: Martin Truex junior

### MyAFibRisk.com 400
- 2015: Denny Hamlin

### MyAFibStory.com 400
- 2014: Brad Keselowski

### Geico 400
- 2013: Matt Kenseth
- 2012: Brad Keselowski
- 2011: Tony Stewart

### LifeLock.com 400
- 2010: David Reutimann
- 2009: Mark Martin
- 2008: Kyle Busch

### USG Sheetrock 400
- 2007: Tony Stewart
- 2006: Jeff Gordon
- 2005: Dale Earnhardt junior

### Tropicana 400
- 2004: Tony Stewart
- 2003: Ryan Newman
- 2002: Kevin Harvick
- 2001: Kevin Harvick